# Paris-Roubaix de 1928
A 29.ª Paris-Roubaix teve lugar a 8 de abril de 1928 e foi vencida pelo francês André Leducq, quem bateu ao sprint aos belgas Georges Ronsse e Charles Meunier.

## Classificação final
|    | Ciclista         | Equipa         | Tempo              |
| -- | ---------------- | -------------- | ------------------ |
| 1  | André Leducq     | Alcyon-Dunlop  | em 7 h 44 min 00 s |
| 2  | Georges Ronsse   | Automoto       | m.t.               |
| 3  | Charles Meunier  | JB Louvet      | m.t.               |
| 4  | Gaston Rebry     | Alcyon-Dunlop  | m.t.               |
| 5  | Achille Souchard | -              | + 50 s             |
| 6  | Jules van Hevel  | -              | + 2 min 35 s       |
| 7  | Louis Delannoy   | Armor          | + 2 min 40 s       |
| 8  | Maurice Bonney   | Dilecta-Wolber | + 2 min 55 s       |
| 9  | Hector Martin    | JB Louvet      | + 4 min 49 s       |
| 10 | Georges Cuvelier | Roold          | + 4 min 49 s       |